# 维索凯 (波洛希区)
47°39′12″N 36°23′24″E / 47.65333°N 36.39000°E

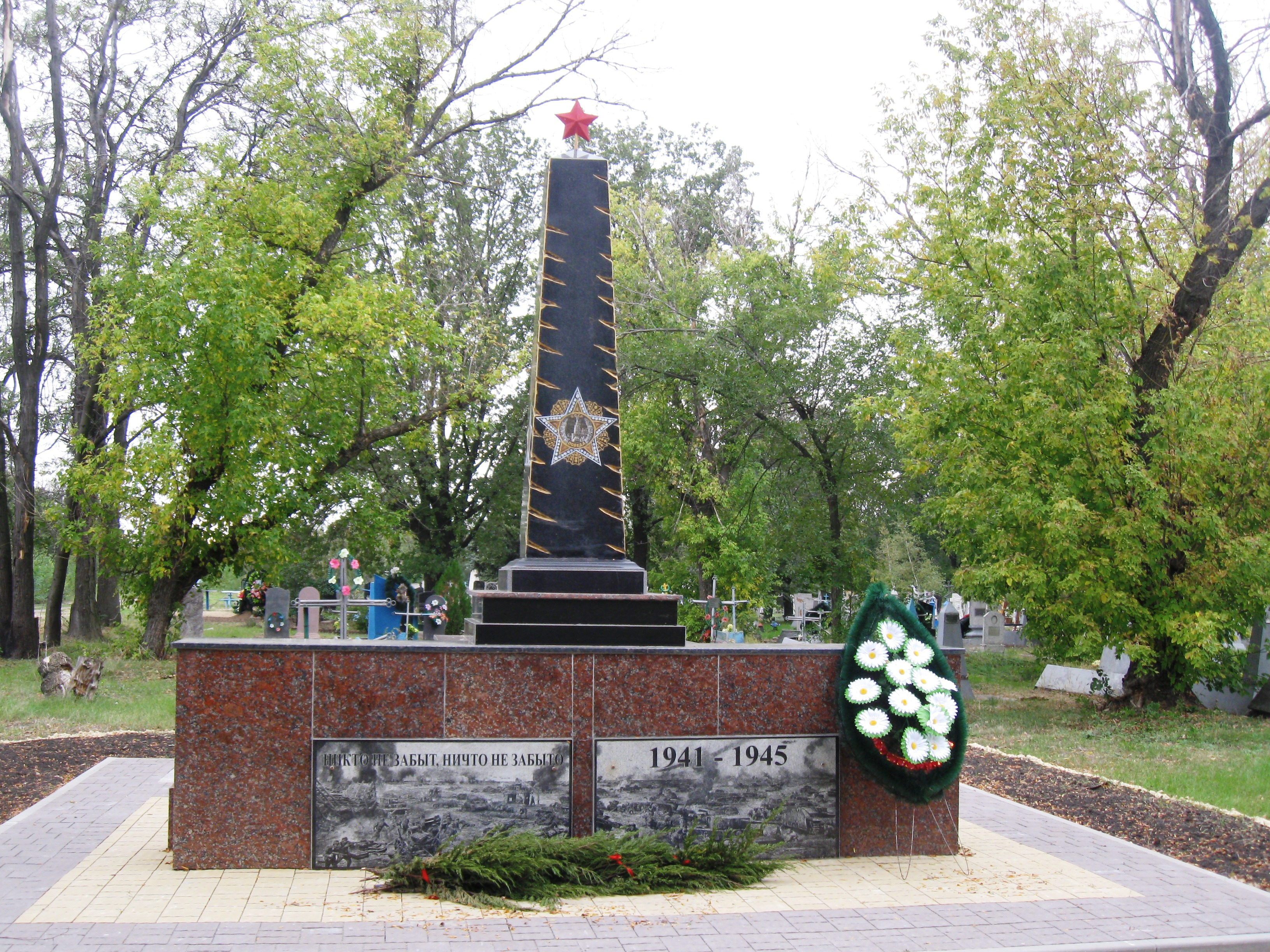
二战纪念碑

维索凯（烏克蘭語：Високе），2024年9月前名为切爾沃內（烏克蘭語：Червоне），是位於烏克蘭東南部的村莊，由扎波羅熱州波洛希區胡利亚伊波莱市镇負責管轄。該村始建於1930年，面積1.12平方公里，海拔高度154米，2001年人口517，人口密度每平方公里461.6人。
2024年9月19日，乌克兰最高拉达将此村的名字改为维索凯。